# Selenicereus boeckmannii
Selenicereus boeckmannii (Otto) Britton & Rose es una especie de planta fanerógama de la familia Cactaceae.

## Distribución
Es endémica de Chiapas en México, Cuba, Haití y República Dominicana. Es una especie rara en la vida silvestre.

## Descripción
Es una planta  perenne carnosa expansivo con los tallos de color verde y con las flores de color  blanco.

## Sinonimia
- Cereus boeckmannii
- Cereus vaupelii
- Selenicereus vaupelii